# Dogoia lunata
Dogoia lunata is een vlinder uit de familie van de Nachtpauwogen (Saturniidae), uit de onderfamilie van de Saturniinae.
De wetenschappelijke naam van de soort is voor het eerst gepubliceerd door William Jacob Holland in 1893.
De soort komt voor in Equatoriaal Guinea, Gabon, Congo-Brazzaville en Congo-Kinshasa.